# Estação Ferroviária de Pontevedra
A Estação Ferroviária de Pontevedra é uma interface ferroviária da Linha Redondela-Santiago de Compostela e do Eixo Atlântico de Alta Velocidade, que serve a cidade de Pontevedra, na Galiza.
Conta com serviços de longa e média distância operados pela Renfe. Também é servida pelos serviços Avant comercializados como Media Distancia e Cercanías peri-urbanas (anteriormente Media Distancia).Também recebe comboios de mercadorias, muitos deles para o porto de Marín-Pontevedra.
A estação recebeu 1024500 passageiros em 2022.
Em 2000, o centro comercial Vialia foi inaugurado no anexo da estação, onde também existem 8 salas de cinema.